# Anthothoe
Anthothoe is een geslacht van zeeanemonen uit de klasse van de Anthozoa (bloemdieren).

## Soorten
- Anthothoe affinis (Johnson, 1861)
- Anthothoe albens (Stuckey, 1909)
- Anthothoe albocincta (Hutton, 1879)
- Anthothoe australiae (Haddon & Duerden, 1896)
- Anthothoe australiensis Carlgren, 1950
- Anthothoe chilensis (Lesson, 1830)
- Anthothoe neozelanica (Carlgren, 1924)
- Anthothoe olivacea (Hemprich & Ehrenberg in Ehrenberg, 1834)
- Anthothoe panamensis (Verrill, 1869)
- Anthothoe similis (Haddon & Duerden, 1896)
- Anthothoe stimpsonii (Verrill, 1869)
- Anthothoe vagrans (Stuckey, 1909)
- Anthothoe vincentina (Pax, 1922)